# マリン・オールソップ
マリン・オールソップ（Marin Alsop, 1956年10月16日 - ）は、アメリカ合衆国の女性指揮者。

## 経歴
ニューヨーク、マンハッタン生まれ。両親は共にニューヨーク・シティ・バレエ管弦楽団の楽団員。イェール大学に進学した後、ジュリアード音楽院で修士・博士号（ヴァイオリン科）を取得。1989年、タングルウッド音楽祭クーセヴィツキー賞を受賞し、レナード・バーンスタイン、小澤征爾らに教えを受けた。
1980年代にはジャズとクラシック音楽の融合を目指した活動に力を入れており、1981年にビッグバンド、スウィング・ジャズを演奏する室内アンサンブル「ストリング・フィーヴァー（String Fever）」をニューヨークで立ち上げている。1984年に組織したコンコーディア管弦楽団（the Concordia Orchestra）は、クラシック音楽のジャズ風演奏、ジャズミュージシャンによるオーケストラ作品の演奏や、ヘンデルのメサイアをゴスペル・ヴァージョンで演奏するなど、やはりジャズとのクロスオーヴァーを主体としている。
1993年にはコロラド交響楽団の音楽監督に就任し注目を集める（2005年まで在任）。またその在任中にユージン交響楽団、ロングアイランド・フィルハーモニックの音楽監督及びリッチモンド交響楽団（ヴァージニア州）の準指揮者を兼任した他、セントルイス交響楽団へ頻繁に客演するなど客演の要請も多く、ヨーロッパにおいてもシティ・オブ・ロンドン・シンフォニア、ロイヤル・スコティッシュ管弦楽団の首席客演指揮者を経験している。さらに2002年から2008年までボーンマス交響楽団の首席指揮者を務め、2003年度グラモフォン誌「アーティスト・オブ・ザ・イヤー」に選出され、同年ロイヤル・フィルハーモニック協会の指揮者賞も受賞した。
2005年、ユーリ・テミルカーノフの後を継ぎボルティモア交響楽団の音楽監督に就任することが発表された。これによりオールソップは、アメリカで初めてメジャー・オーケストラの音楽監督を務める女性指揮者となった。当初、マネージメントサイドの一方的な決定であるとして楽団員側の一部に反発があったようだが、ほどなく解消されたらしく、2007年に正式に音楽監督に就任し2021年まで務めた後、同年桂冠音楽監督に任命された。2012年から2019年までブラジルのサンパウロ州立交響楽団の首席指揮者、音楽監督（2020年から名誉指揮者）。2019年からウィーン放送交響楽団首席指揮者、2023年からポーランド国立放送交響楽団芸術監督・首席指揮者を務める。
録音活動にも積極的であり、ナクソス等から数多くのレコーディングが発売されている。特にアメリカのクラシック音楽を多数録音しており、代表的なものではサミュエル・バーバーの6枚の管弦楽曲集、かつて教えを受けたバーンスタインの作品集などがリリースされている。その他、ロンドン・フィルハーモニー管弦楽団を指揮してのブラームスの交響曲全集（女性による初の全集）、武満徹の管弦楽曲集などがある。

## 私生活
同性愛者であることを公表しており、1990年からホルン奏者の Kristin Jurkscheit とパートナーの関係を結んでいる。彼女らには息子が一人いる。